# Zbigniew Herbert
Zbigniew Herbert, född 29 oktober 1924 i Lwów, död 28 juli 1998 i Warszawa, var en polsk poet, essäist och dramatiker.

## Biografi
Zbigniew Herbert föddes i Lwów, som då var en polsk stad men idag tillhör Ukraina. Under andra världskriget var Lwów omväxlande ockuperat av Sovjetunionen och Tyskland.  Det ledde till att Herbert tog studenten i hemlighet vid ett underjordiskt polskt gymnasium. Under denna tid försörjde han sig bland annat på ett märkligt arbete: han var lusmatare, vilket innebar att en behållare med löss fästes vid hans kropp så att de kunde suga hans blod. (Lössen användes därefter för att producera tyfusvaccin.) När sovjetiska trupper åter närmade sig staden 1944 flydde Herbert till Kraków. Under de närmaste åren studerade han i Kraków och Toruń. Han tog examen i både ekonomi och juridik men studerade även filosofi. 1951 flyttade han till Warszawa. Herbert började skriva poesi redan då, men hade svårt att få dikterna utgivna eftersom han inte följde den "officiella" litterära stilen, den socialistiska realismen. Det han fick publicerat under denna tid var, förutom enstaka dikter, framför allt recensioner och kulturartiklar skrivna för små katolska tidningar med ett visst mått av självständighet gentemot makthavarna. Han försörjde sig på tillfälliga arbeten som till exempel lärare, banktjänsteman, biblioteks- och museiarbetare, dessutom var han i olika perioder anställd som tjänsteman hos de polska författar- och kompositörsförbunden. 
I samband med avstaliniseringen i Sovjetunionen i mitten av 1950-talet inträdde även en liberalisering av det polska kommunistiska systemet. För Zbigniew Herbert innebar det bland annat att han kunde ge ut en egen diktsamling. Dessutom kunde han bli medlem i det polska författarförbundet vilket gav möjlighet till en bättre bostad och stipendier för utlandsresor. Hans intresse för antiken och Medelhavsländernas kultur, liksom hans kritiska inställning till det kommunistiska systemet, gjorde att han därefter tillbringade flera år utomlands. Till skillnad från många författarkolleger i liknande situation ville han dock inte lämna sitt hemland för gott utan såg till att regelbundet förnya sitt polska pass för att ha möjlighet att återvända. Under 1950- och 1960-talen gjorde han resor, ibland flera år långa, till Österrike, Storbritannien, Italien och Grekland. Under sina utlandsvistelser levde han stundom under mycket små materiella omständigheter. Några år på 1960-talet satt han samtidigt i redaktionen för den polska tidskriften Poezja och var anställd som litterär chef vid en teater.
1965 reste Herbert till Wien för att motta det internationella Nikolaus Lenau-priset. Samma år blev han invald i Konstakademin i Berlin och i Bayerska konstakademin i München. Han stannade ett halvår i Wien och tillbringade därefter ett år i Frankrike innan han flyttade till Tyskland. 1968 blev han inbjuden till USA. I samband med det översattes en del av hans dikter till engelska, vilket bidrog till att göra honom känd och uppskattad i den engelskspråkiga världen. Efter några månader återvände han till Tyskland och stannade sedan ett par år i Berlin. 1970–1971 var Herbert visiting professor på universitetet i Los Angeles. Därefter återvände han till Polen och bodde några år i Warszawa. Under denna tid var han styrelseledamot i författarförbundet och blev medlem i polska PEN-klubben. Han var också engagerad i de intellektuellas demokratirörelse och protester mot det kommunistiska systemet. 1975–1981 bodde Herbert återigen i utlandet, framför allt i Tyskland men även Österrike och Italien.
Herbert återvände till Polen i början av 1981, under den korta epok när fackföreningsrörelsen Solidaritet hade bildats och många hoppades på en demokratisering av systemet. När kommunistpartiet införde undantagstillstånd och förbjöd Solidaritet i december 1981 stannade han kvar i landet. Under denna svåra tid i Polens historia fungerade Herbert som ett viktigt moraliskt stöd till oppositionen, han deltog på illegala möten och hans dikter, ofta med tydlig politisk tendens, och fick stor betydelse för många människor. 1986 lämnade han dock Polen och flyttade till Paris. Efter kommunismens fall 1989 blev han medlem i det nya fria polska författarförbundet. Ett år senare invaldes han som medlem i American Academy and Institute of Arts and Letters. 1991 återvände den vid det laget allvarligt sjuke Zbigniew Herbert till Warszawa. Här förvånade han en del av sina gamla vänner ur den intellektuella oppositionen genom att engagera sig på den nationalistiska högersidan i polsk politik, den som bland annat krävde utrensningar av gamla kommunister och kritiserade "rundabordsöverenskommelsen”, kompromissen mellan kommunistregeringen och oppositionen från 1989. Han gick också till personlig attack mot flera gamla vänner bland de intellektuella, bland andra den kände före detta dissidenten Adam Michnik och poeten och Nobelpristagaren Czesław Miłosz. Dock försonades Herbert med Miłosz några månader före sin död. Bedömningen av denna sista tid i poetens liv kan fortfarande orsaka kontroverser i Polen, vilket om inte annat vittnar om vilken betydelse han haft för polskt kulturliv. Liberalt inriktade publicister har, bland annat stödda på uttalanden från Herberts änka, hävdat att poeten på grund av sin svåra sjukdom tappade omdömet och hamnade i politiska sammanhang som egentligen var honom främmande. Högerskribenter har ifrågasatt denna tolkning och menar att poeten måste ses som fullt ansvarig för sina handlingar och uttalanden.
1993 utnämndes Zbigniew Herbert till medlem i American Academy of Arts and Sciences. Året därpå gjorde han sin sista utlandsresa, denna gång till Nederländerna, trots att han vid det laget var så sjuk att han satt i rullstol. Under sina sista år plågades han av sjukdom, hade svårt att tala och var oftast sängliggande, men arbetade ändå intensivt - hans sista bok kom ut bara några månader innan han avled, i juli 1998. Några dagar efter sin död tilldelades Herbert postumt den höga statliga utmärkelsen Vita örnens orden av president Aleksander Kwaśniewski. Hans änka vägrade dock ta emot orden i makens namn på grund av Kwaśniewskis bakgrund i kommunistpartiet. Inte förrän en ny president, Lech Kaczyński, tillträtt accepterade hon utmärkelsen.
Zbigniew Herberts böcker är översatta till 38 språk, däribland engelska, tyska, svenska, franska, spanska, tjeckiska och ryska.

## Poesi
I början av 50-talet publicerade Herbert enstaka dikter i tidskrifter och deltog i två antologier. 1956 kom hans första egna diktsamling ut. Därefter publicerade han sig ganska sparsamt i bokform - de följande samlingarna utkom 1961 och 1969. Hans mest berömda poetiska skapelse, Herr Cogito, såg dagens ljus första gången 1974. Under åren av öppen opposition mot regimen på 80-talet gav han ut två diktsamlingar på det legendariska exilförlaget Instytut Literacki i Paris. Dessa dikter trycktes sedan om, helt eller delvis, av underjordiska förlag i hemlandet. Hans två sista samlingar kunde dock ges ut officiellt i det nya demokratiska Polen. 
I Herberts tidiga poesi är påverkan från generationskamraterna Czesław Miłosz och Tadeusz Różewicz tydlig. Sorg och smärta över erfarenheterna från andra världskriget är ett grundläggande drag. Det hade ju visat sig att kulturen och civilisationen inte fungerade som motgift mot krigets barbari, som dessutom fick sin fortsättning efter kriget genom det kommunistiska maktövertagandet i Polen och övriga Östeuropa. Samtidigt är smärtan behärskad eftersom poeten menade att distans och en stoisk inställning var nödvändiga för att kunna göra om sina erfarenheter till poesi. 
Herbert har en förkärlek för historiska och antika motiv, vilka bland annat fungerar som ett sätt att få perspektiv på upplevelserna av krig och barbari.  Analogier med antika myter och historia kastar ett nytt ljus över nutiden, och samtidigt betraktas historien ur nutidens perspektiv. Historien är för honom en scen där ondskan ständigt får överhanden trots tappert motstånd från enstaka människor eller grupper. Historien skrivs av segrarna, så när vi läser historia gäller det att undersöka vad som egentligen hänt. Kanske borde vi egentligen vara solidariska med förlorarna? En ensam individ kan inte förändra historiens gång, menar Herbert, men har ändå en moralisk skyldighet att göra motstånd mot det onda, att kämpa för det rätta trots hopplösa utsikter. Samtidigt finns i hans poesi en ironisk medvetenhet om att vi nu lever i en föga heroisk epok, där den ensamme hjälten riskerar att bli till åtlöje snarare än beundrad. 
Ett annat vanligt grepp hos Herbert är att ta på sig masker ur litteraturen eller historien och skriva lyrik utifrån en rollfigur. Den mest berömda av Herberts poetiska rollfigurer är Herr Cogito, huvudperson i en diktsamling från 1974 och då och då återkommande i senare dikter. Herr Cogito kan beskrivas som författarens språkrör eller kanske en allegori över nutidsmänniskans öde. Inspirationen till namnet kommer förstås från Descartes devis ”Cogito, ergo sum”. Herr Cogito ser på sin samtid med en blandning av ironi och förtvivlan och försöker finna en ordning i en värld där gränserna mellan ont och gott blivit allt mer utsuddade. Som alltid hos Herbert är erfarenheten av att leva under diktatur viktig för upplevelsen av världen.
Ett annat tema hos Herbert är förhållandet till Gud. I den tidigare poesin syns två olika Gudsbilder, en allsmäktig Gud som är kylig, perfekt och avlägsen, och så en annan Gud som genom att stiga ner till jorden har förlorat sin gudomlighet och makt. Den första varianten väcker poetens motvilja eftersom han i allmänhet uppskattar det som är litet och nära, det som är påtagligt och går att röra vid. Samtidigt menar Herbert att tron har en mening även om Gud skulle vara död. I hans senare poesi tycks dock den negativa gudsbilden försvinna och poeten söker en försoning med Gud.
I Herberts senare poesi hörs en annan ton än tidigare, ibland mer elegisk och melankolisk, men ibland också hårdare och mer polemisk. Poeten sörjer här över tidens gång och den gamla världens försvinnande. Under 90-talet genomförde Herbert också ett slags poetiskt bokslut: han gav ut reviderade versioner av sina tidigare diktsamlingar och dessutom en urvalsvolym innehållande de 89 dikter ur hela sin produktion som han själv ansåg viktigast.

## Essäer och dramatik
I Polen är Zbigniew Herbert också mycket uppskattad som essäist. I den klassiska essäsamlingen Barbarzyńca w ogrodzie (En barbar i trädgården) från 1962 skildras historiska platser som poeten besökt under olika resor. Boken är en resa både i tiden och rummet, den rör sig från grottmålningarna i Lascaux över antiken och gotiken till renässansen. Av hans senare essäsamlingar handlar en i sin helhet om holländskt sextonhundratalsmåleri, medan en annan gräver fram mer eller mindre okända episoder ur den antika grekiska historien.
Herbert har även skrivit fem teaterpjäser, framför allt i början av karriären, på 1950- och 1960-talet. Flera av dem är skrivna som eller bearbetade till radiopjäser. Poeten själv ansåg att de utgjorde en egen genre, ”drama för röster”. Tre av dem har spelats i Sverige. Det andra rummet gavs på 1960-talet på Atelierteatern i Göteborg (i Erik Mestertons översättning) och senare på Radioteatern (i Nils-Åke Nilssons översättning) . Fallet Sokrates spelades 1970 på Radioteatern i översättning av Catherine Berg. Radioteatern spelade även Maja i översättning av Jan Kunicki. Det andra rummet berättar om ett gift par som blir så intresserade av att överta grannlägenheten att de till sist dödar den gamla dam som bor där. I Fallet Sokrates får vi möta Sokrates som sitter i cellen och väntar på sin avrättning. Han har själv valt döden, hans domare gav honom chansen att fly men som filosof vägrar han delta i detta slags hyckleri.

## Familj och privatliv
Zbigniew Herberts far Bolesław var utbildad jurist men arbetade som bankdirektör. Zbigniew hade en bror, Janusz, som dog ung, och en syster, Halina, som fortfarande lever. Halinas son Rafał Żebrowski är forskare i kulturhistoria och har bland annat skrivit en bok om Herbert.
1950 blev Herbert förälskad i en gift kvinna, Halina Misiołkowa. Hon skilde sig från sin man och levde tillsammans med Herbert fram till 1959, när han lämnade henne för en annan. En bok om deras kärlekshistoria, bland annat innehållande kärleksdikter till Halina, utkom 1999 (dock utan godkännande från Herberts efterlevande). 1968 gifte sig Herbert i Paris med Katarzyna (född Dzieduszycka), som han hade känt i många år. Deras äktenskap varade fram till poetens död. Idag är hans familj engagerad i vården av hans minne, bland annat organiserar den en litterär festival, ”Herbertiaden”, och sitter i styrelsen för Zbigniew Herberts stiftelse som årligen delar ut ett litteraturpris. Det var också änkan och systern som postumt tog emot Vita örnens orden i poetens namn.

## Priser och utmärkelser
Zbigniew Herbert har tilldelats många litterära priser, t.ex. det österrikiska Internationella Nikolaus Lenau-priset (1965) och de tyska Herderpriset (1973) och Petrarcapriset (1979). Som nämnts tidigare tilldelades han även postumt den polska utmärkelsen Vita örnens orden. 
År 2008 firades enligt beslut av det polska parlamentet som Zbigniew Herberts år.

## Herbert på svenska
Fyra samlingar med Zbigniew Herberts poesi har kommit ut i bokform på svenska:
- I stridsvagnens spår: dikter 1956-1965  (Stockholm: Bonniers,1965). Övers Erik Lindegren och Erik Mesterton
- Herr Cogito (Stockholm: Fripress, 1983). Övers Per-Arne Bodin
- Rapport från en belägrad stad och andra dikter (Stockholm: Bonniers, 1985). Övers Agneta Pleijel och Daniel Bronski, under medverkan av Erik Mesterton
- Inskrifter: valda dikter 1956-1998 (Lund: Ellerström, 2013). Övers Irena Grönberg

Dessutom finns hans dikter med i två antologier:
- Det nakna ansiktet: ny polsk lyrik (Stockholm: FIB:s lyrikklubb, 1960) Övers Nils-Åke Nilsson
- Du måste vittna: poesi och reportage från Polen  (Stockholm: FIB:s lyrikklubb, 1981). Övers Per-Arne Bodin

Många Herbertdikter finns också översatta i tidningar och tidskrifter. *